# Sven Anréus
Sven Erik Anréus, född 19 juni 1916 i Lund, död 9 oktober 1999 i Södertälje, var en svensk skulptör och konsthantverkare.
Anréus studerade vid Konstfackskolan i Stockholm. Hans konst består av reliefer, porträttbyster och träskulpturer för kyrkor. Sven Anréus är gravsatt i minneslunden på Södertälje kyrkogård.